# Kungsträdgårdsgatan 16

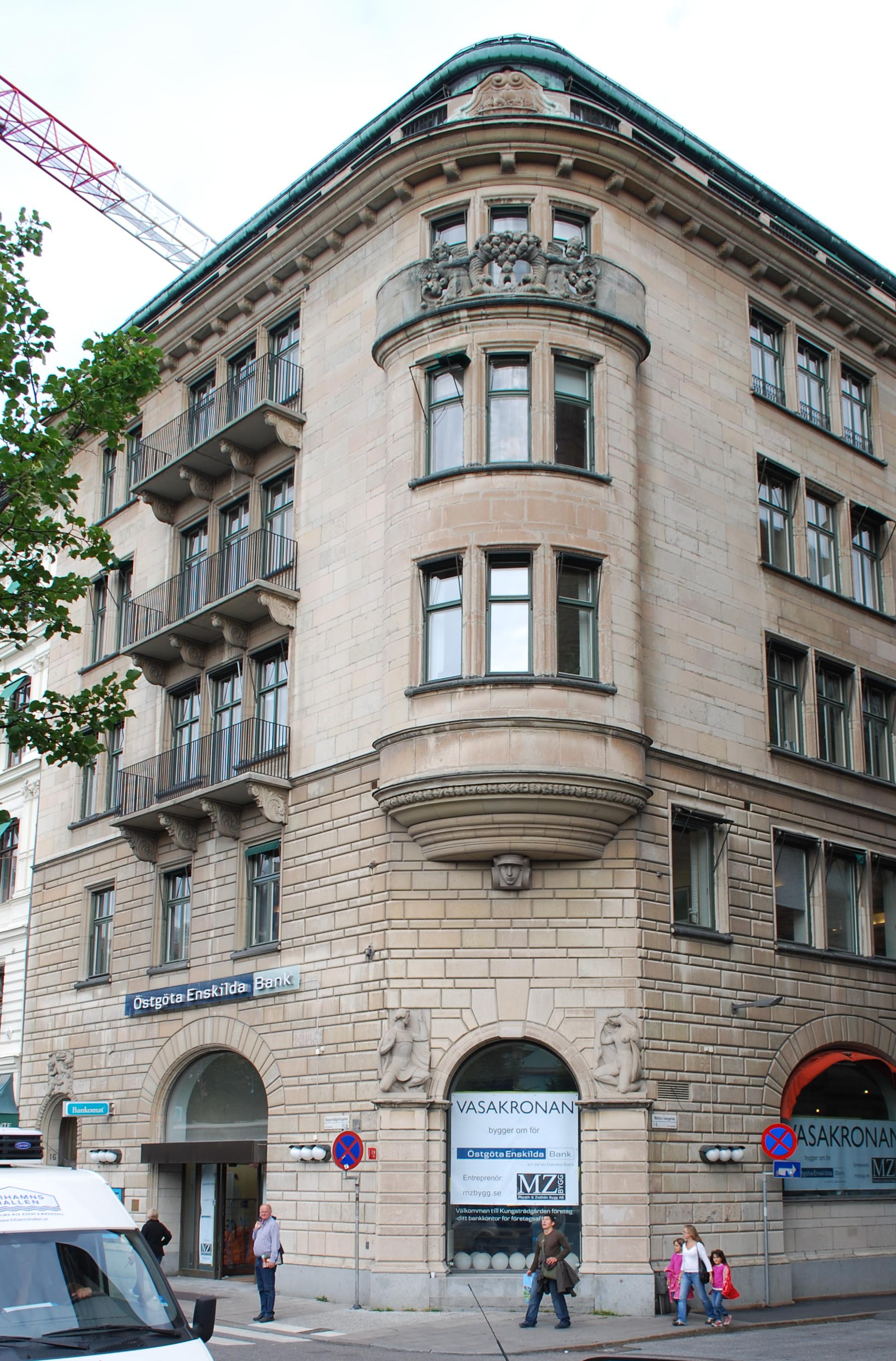
Bankbyggnaden på Kungsträdgårdsgatan 16.

Kungsträdgårdsgatan 16 är adressen i Stockholm för den byggnad som uppfördes av och för Hernösands enskilda bank 1901.
Bankens stockholmskontor hyrde till en början in sig på Drottninggatan 6 i (Skånebankens gamla lokaler). Därefter flyttade man 1890 till Hamngatan 8 vid Norrmalmstorg. 1898–1901 lät man uppföra ett nytt eget bankhus i närheten av det gamla, och banken blev därmed den första att resa ett affärsbankspalats utmed Kungsträdgårdsgatan. Erik Lallerstedt ritade fasaden och Ture Stenberg stod för planer och inredning. Fasaderna utfördes i närkekalksten med skulpterade utsmyckningar av gotlandssandsten. I hörnet placerades ett torn med en lång uppskjutande kopparspira.
Expeditionshallen placerades i bottenplanet med stora fönster åt gatan. Den täcktes av ljusa kryssvalv med jugenddekor. Inredningen gick i mörk mahogny. En trappa upp fanns direktions- och styrelserum, medan valvet placerats i källaren. De övre våningarna utgjordes till en början av bostäder, bland annat två sextonrummare. Då banken (som tidigare tvingats rekonstrueras som Bankaktiebolaget Norra Sverige) fusionerades med Stockholms Handelsbank 1914, disponerades byggnaden av Handelsbankens Provincialservice.
1921 flyttade Sveriges allmänna hypoteksbank in i lokalerna. Flytten hade föregåtts av en ombyggnad 1918–21 där bland annat hörnentrén försågs med skulpturer av Ivar Johnsson. En påbyggnad genomfördes också varvid kupolen avlägsnades. Wermlandsbanken förlade senare sitt stockholmskontor i de nedre våningarna, varvid Hypoteksbanken flyttade upp i huset. Efter att Wermlandsbanken i början av 90-talet fusionerats och bildat Gotabank lämnade man lokalerna.
Byggnaden ombyggdes invändigt 1960 och 1977 (genom Anders Tengbom) och bevarar idag inte mycket av sin ursprungliga karaktär.
Idag (2014) återfinns bl.a. Danske Banks, Danica Pension och Danske Capital i huset. Byggnaden är grönklassad av Stockholms Stadsmuseum och byggs 2009 av fastighetsägaren Vasakronan.

## Bilder

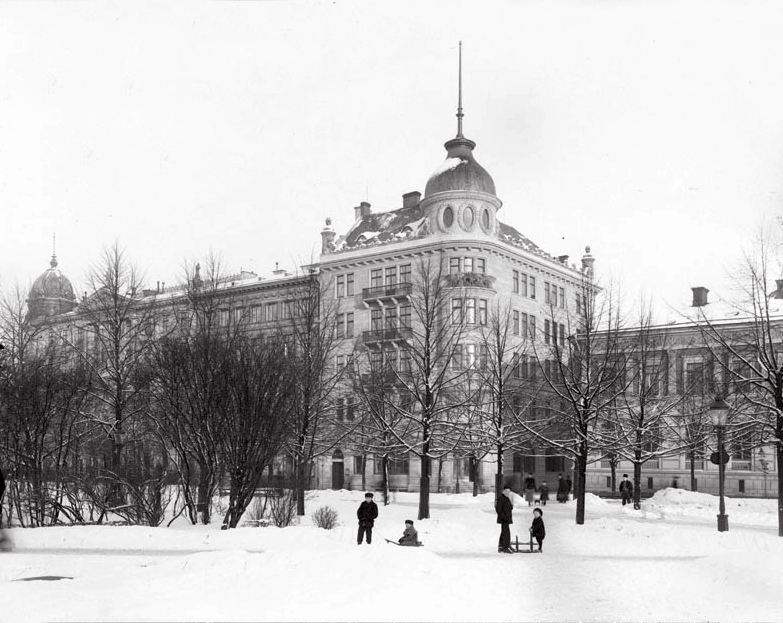
Bankbyggnaden med spira 1901
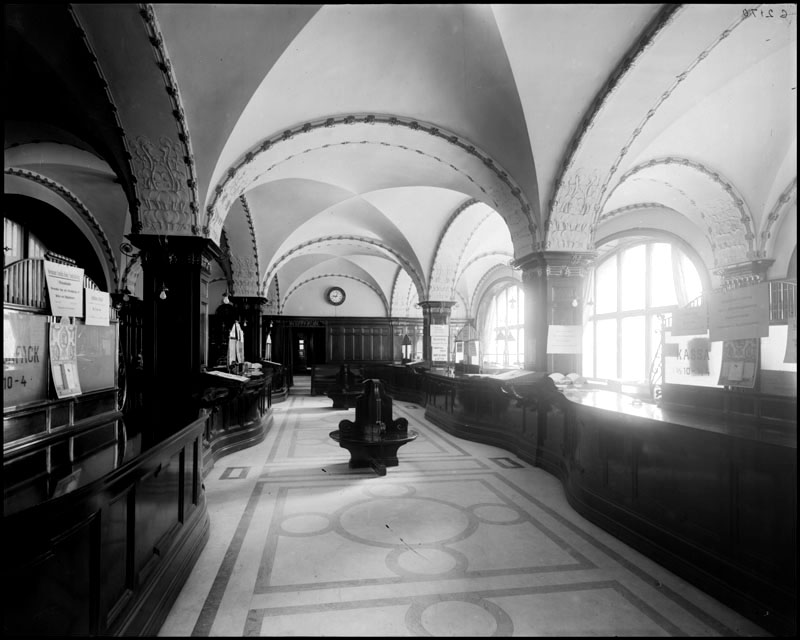
Expeditionshallen